# Хосроу и Ширин
Хосроу и Ширин (на персийски: خسرو و شیرین) е втората поема от сборника „Хамсе“ на средневековния персийски поет Низами Ганджеви. Създава се в продължение на 16 лунни години (1175/76 и 1191), състои се от 6150 двустишия и разказва легендата за любовта между сасанидски шах и арменска принцеса. Преди Низами легендата е описана в „Шахнаме“ на Фердоуси.

## Исторически контекст
Главните персонажи в поемата са исторически фигури. Хосроу е последният сасанидски шах, Ширин е една от неговите жени. Любовната история е разказана на фона на реални събития: свалянето от власт на сасанидския шах Хормазд IV, качването на персийския трон на неговия син, Хосроу, въстанието на влиятелния военноначалник Бахрам Чобен. Въстанието е успешно, което принуждава Хосроу да потърси убежище и помощ от византийския император Маврикий. В поемата на Низами, обаче, за разлика от Шахнаме на Фердоуси тези събития не са централната тема, акцентът е върху отношенията между Хосроу и Ширин.
Ширин придружава Хосроу по време на неговото бягство във Византия. За неин арменски произход се споменава в древни сирийски хроники. Арменският историк от 7-и век, Себеос, описва Ширин като християнка от Хузестан, построила близо до царския дворец манастир и църква и използвала влиянието си върху Хосроу за защита на християни. Ранновизантийският историк, Теофилакт Симоката, цитира две писма на Хосроу, съпровождащи неговите дарения за базиликата на Св. Сергий в Ресафа (Сергиополис). В едно от тях той пише, че се оженил за Ширин въпреки че законът налага забрана за брак между хора с различна религиозна принадлежност. Направил го е в знак на благодарност към Византия за оказаната помощ.
Мариям според някои изследователи има за свой прототип персийската християнска мъченица Св. Голендух (Голендохт). Тя умира в Хиераполис на 13 юли 591 г. Житието на светицата е съставено на сирийски език непосредствено след смъртта ѝ от епископа на Хиераполис. Голендух приема християнството по време на управлението на Хосров I Ануширван и при покръстването получава име Мариям. Тя прекарва в сасанидския затвор 18 години и успява да избяга оттам по време на събитията, довели да свалянето от власт на шах Хормазд IV през 590 г. Намира убежище във Византия, почита Св. Сергий и посещава Ресафа. Във Византия среща намиращия се там в изгнание Хосроу. Според някои историци, тя е била в легацията, изпратена от императора Маврикий до персийския цар. Няма данни, че е била жена на Хосроу.
Фархад е един от принцовете от династията на Аршакидите, и подобно на някои други от тях той е превърнат в средновековната персийска литература във воин-герой. При Фердоуси той е представен като фигура от времето на полумитичната династия на Каянидите, Низами свързва Фархад с епохата на Сасанидите.

### История на създаване
Поемата на Низами съдържа възхвали към селджукския султан Тогрул III, към атабега на Азербайджан, Мохамад Джахан Пахлаван, и към неговия брат и наследник Къзъл Арслан. Предполага се, че поемата е започната през 1175/76 година, след като Тогрул III наследява баща си на трона. Той поръчва на Низами да напише любовна поема. Низами взема като тема известната легенда за Хосроу и Ширин. 
Няколко години по-рано владетелят на Дербент подарява на Низами една от своите робини на име Афаг. Подаръкът е награда за написването на първата поема от Хамсе, „Съкровищница на тайни“. Афаг става първата и най-любимата съпруга на поета, в своите стихове той я описва като въплъщение на всички физически и нравствени достоинства. През 1174 г. се ражда техният син, а през 1178 г. Афаг умира. Според някои източници, поемата е започната след смъртта на Афаг и е посветена на нея. В текста на поемата за Хосроу и Ширин ясно се вижда силното влияние на личната трагедия на Низами.
Поемата в неин цялостен и окончателен вид вероятно е създадена в рамките на 16 лунни години, между 1175/76 и 1191 г. Смята се, че основният текст е бил относително бързо създаден, но отсъствието на султан Тогрул и липсата на обещаната щедра награда са забавили завършването на произведението. Хронологията на написването на отделните части на поемата не е последователна.

### Структура
Поемата се състои от много глави, точният им брой зависи от изданието и може да бъде над 100. Започва с уводни глави, в които се разказва за същността на произведението, представят се философските възгледи на Низами за любовта, дават се обяснения за причините за създаването на поемата. След тях следват десетки глави със същинския разказ за Ширин, Хосроу и Фархад, които също са пронизани с разсъждения, наставления и възгледи на поета. Последните глави на поемата съдържат назидателни изводи, съвети към сина на поета, обръщение към владетеля.

### Главни действащи лица
Хосроу е представен в поемата на Низами, като безгрижен и непостоянен човек, търсещ преди всичко удоволствия на живота. Но поведението му спрямо Ширин не се обяснява единствено с повърхностния му характер и страстта към жените. Низами не споменава в своята поема за религията на Ширин, но вероятно е знаел, че историческият прототип на неговата героиня е християнка. Според литературните критици, това е причината, макар и не посочена изрично в поемата, поради която поведението на Хосроу изглежда непоследователно – той обича Ширин, но взема за жена първо Мариям, след това Шекар.
Литературният образ на Ширин не е еднозначен. В Шахнаме на Фердоуси и поемата на Низами тя е представена по различен начин. При Фердоуси тя е със скромен произход, ревнива и безмилостна. При Низами тя е принцеса, носителка на всички женски добродетели. Низами твърди, че неговата версия на любовната история между сасанидския шах и арменската принцеса почива върху един древен ръкопис, пазен в Барда.
Фархад в поемата на Низами е антипод на Хосроу по отношение на тяхната концепция за любовта. При Хосроу тя е героическа и чувствена, любимата се възприема като награда, която трябва да бъде завоювана и притежавана. За Хосроу любовта е безответно и всепоглъщащо чувство, осмислящо неговия живот.

### Сюжет
Събитията се развиват в столицата Мадаен на доислямски Иран и в Барда, столицата на историческия регион в Южен Кавказ, известен в средновековието като Аран.
На царстващият Хормазд IV му се ражда дългоочакваният син. Дават му името на неговия дядо, Хосров I Ануширван. Принцът расте, обучаван на всички важни за бъдещия владетел изкуства и радва бащата със способностите си. Междувременно справедливият и мъдрият шах Хормазд издава укази, които целят защитата на хора от всяко потекло, а също и на тяхното притежание. Случва се така, че Хосроу нарушава тези правила и предизвиква гнева на царя. Сурово наказан, той се разкайва за своята постъпка и моли баща си за прошка. Царят се съгласява и като знак на примирение назначава Хосроу за главнокомандващ войската. След тези събития Хосроу сънува своя дядо Ануширван, който за проявената от принца смиреност пророкува му награди – да получи бърз като вихър кон, да се възцари на трона, да прегърне предопределената му от съдбата прекрасна девойка.
Художникът Шапур, приятел на Хосроу, разказва му за чудесата, които е видял по време на своите пътешествия. Споделя с принца за царицата Мехин Бану, която владее земите на Аран и Армения. Мехин Бану няма съпруг и живее със своята племенница Ширин (в превод от персийски Сладка). Ширин притежава вълшебна красота, живее в охолство, за нея се грижат 70 девойки от знатни родове. Мехин Бану притежава още едно съкровище и това е конят Шабдиз, прекрасен и бърз. Шапур така описва Ширин, че, развълнуван от разказа, Хосроу губи съня си и мисли само за нея. Той праща Шапур в Армения, да му доведе Ширин. По пътя си Шапур се спира край стените на старинния манастир и след разговора с един монах за коня Шабдиз, рисува портрета на Хосроу и го закача на дърво.
Ширин при разходката си вижда този портрет. Тя толкова дълго го съзерцава, че придружаващите я девойки се обезпокояват, късат рисунката и отвеждат принцесата. Но на другата сутрин на пътя на Ширин отново се появява портретът на Хосроу и това продължава няколко пъти, докато един ден Ширин вижда на рисунката и себе си, изобразена до Хосроу. Когато Ширин пожелава да разбере, кой е този младеж на портрета, появява се Шапур и разказва за доблестите на изгарящия от любов Хосроу. Той дава на Ширин пръстен с името на Хосроу и предлага тя да избяга в Мадаен. Ширин, влюбена в представения образ на принца, се съгласява, взема без разрешение коня Шабдиз и язди към Мадаен. Мехин Бану разбира за това, натъжава се, но се примирява със станалото.
Междувременно дворцовите интриги в Мадаен карат Хосроу да напусне двореца. Той се насочва към Армения и по пътя спира за почивка край езеро, в което се къпе една прекрасна девойка. Това е Ширин, но Хосроу не я разпознава и продължава пътя си, а тя не успява да заговори младежа, който ѝ заприличва много на принца от портрета.
Ширин пристига в Мадаен и показва пръстена на Хосроу. Посрещната е с почести и разбира, че се е разминала с Хосроу. За нея се построява замък, както бе наредено от Хосроу преди неговото тръгване за Армения. Вътрешните интриги обаче надделяват и за замъка се избира вредно за здраве място. Ширин, настанена в него, тъгува за Хосроу и линее.
Мехин Бану приема Хосроу в Барда, разбира за любовта му към Ширин и предлага той да прекара зимата в нейните владения. Хосроу приема поканата. Пристига Шапур и разказва, че е успял да убеди Ширин да избяга в Мадаен. Хосроу осъзнава, че красавицата, която бе видял да се къпе в езерото е била Ширин. Той нарежда на Шапур да се върне в Мадаен и да доведе Ширин . Шапур изпълнява неговата воля, пристига в Мадаен и тръгва обратно заедно с Ширин.
По това време умира Хормазд и на Хосроу му се налага да се върне в Мадаен, за да поеме престола. Сърцето му обаче се стреми към Ширин, която отново е при Мехин Бану. Хосроу се опитва да заглуши копнежа си в пиршества и развлечения и постепенно изоставя държавните дела. Това използва Бахрам Чобен, противникът на Хосроу. Той успява да свали от власт младия цар и Хосроу е принуден да напусне страната. Насочва към Муганската степ и по щастлива случайност намира там Ширин. Зарадвани от неочакваната среща двамата влюбени пристигат при Мехин Бану. Царицата обаче е загрижена за целомъдрието на своята племенница. Ширин обещава, че ще пази своята чистота. Непристъпността на Ширин отблъсква Хосроу и той решава да замине, за да си върне трона.
Хосроу пристига в Константинопол при византийския император и с неговата помощ успява да отвоюва своето царство. Императорът му дава за жена своята дъщеря, Мариям. Мариям ражда на Хосроу син, Шируйе. Сърцето на Хосроу, обаче, принадлежи на Ширин и той мечтае за среща с нея.
Умира Мехин Бану и Ширин става владетелката на нейните земи. Тя управлява справедливо и милостиво, поданиците ѝ са доволни, но самата Ширин не е щастлива – тя тъгува за Хосроу. До нея стига вестта, че Хосроу си е възвърнал царството и се е оженил за Мариям. Ширин се радва на победата на Хосроу, но е огорчена от новината за неговата женитба. Заминава за Мадаен и се настанява там в своя замък.
Мариям е строга съпруга и не позволява на Хосроу да се среща с Ширин. Ширин от своя страна също не е съгласна на тайни любовни срещи. В своя замък тя тъгува и се храни само с овче и кобилешко мляко. Неговата доставка е много тежка задача за слугите, затова се решава да се построи канал, по който млякото да тече направо от ливадата, където пасат животните. За изпълнение на тази задача на Ширин се предлага да наеме известния строител и скулптор, Фархад, който притежава и огромна физическа сила.
Сърцето на Фархад е покорено от първия миг на срещата с Ширин. Той изкопава за нея канала, отказва се от предлаганите му за работата щедри дарове и си тръгва, въпреки предоставената му възможност да остане. Мечтаейки за Ширин той често ходи до руслото, по което тече млякото, и пие от него.
Мълвата за Фархад стига до Хосроу. Ревността кара шаха да се срещне с Фархад и да се опита да го накара да се откаже от любовта си. Концептуалният им спор за любовта завършва с едно трудно за изпълнение предложение на Хосроу – Фархад за прослава на Ширин да направи проход през гранитната скала Бисутун (Бехистун). Фархад се съгласява, но с уговорката в случай на успех Хосроу да се откаже от Ширин.
Фархад се залавя за работата. Ширин го посещава край скалата, яхнала своя Шабдиз. Конят се спъва и за да спаси Ширин от падане Фархад подхваща коня заедно с нея и ги носи до самия замък. Хосроу разбира за тази случка и се решава на хитрост. Изпраща на Хосроу лъжлива вест за смъртта на Ширин. Фархад в отчаяние хвърля високо своята кирка. Падайки, тя разбива главата му и той загива.
Мариям умира и след поредица от драматични събития, свързани с появата в живота на младия цар на друга жена, Шекар (в превод от персийски Захар), Хосроу и Ширин се женят. Мъдрата Ширин учи съпруга си на търпение, справедливост и благородство. Той се разкайва за своето бурно минало. Царството през този период добрува.
Минава време. Порасналият Шируйе се влюбва в Ширин, решава да завладее и нея, и трона и убива баща си в съня му. Спящата до Хосроу Ширин не се събужда веднага и едва на сутринта вижда окървавеното тяло на съпруга си. Когато Шируйе пожелава тя да стане негова жена, Ширин отива на гроба на Хосроу и умира там, забивайки кама в сърцето си.

## Поетични версии и вариации на тема
Легендата за Хосроу и Ширин се разказва и преразказва в средновековната литература в различни версии и под различни заглавия. Тя е включена в „Шахнаме“ на Фердоуси, подобна тема развива в своята „Хосроу-наме“ Атар, същата както при Низами история е дадена във версията на индийския поет Амир Хосроу Дехлави. Легендата се описва също от тюркоезични поети, като при тях главната роля има Фархад, а произведенията се наричат „Фархад и Ширин“.
Темата на любовта между Ширин и Хосроу се използва и в по-късните литературни произведения, нееднократно се филмира, служи за сюжет на балет.